# Blaesoxipha gavia
Blaesoxipha gavia är en tvåvingeart som först beskrevs av Aldrich 1916.  Blaesoxipha gavia ingår i släktet Blaesoxipha och familjen köttflugor. Inga underarter finns listade i Catalogue of Life.